# قرار مجلس الأمن التابع للأمم المتحدة رقم 727
قرار مجلس الأمن التابع للأمم المتحدة رقم 727، المعتمد بالإجماع في 8 يناير 1992، وبعد أن أعاد المجلس تأكيد القرارات 713 (1991) و721 (1991) و724 (1991)، ونظر في تقرير قدمه الأمين العام بطرس بطرس غالي، رحب المجلس بالتوقيع مؤخرا على اتفاق في سراييفو بشأن وقف إطلاق النار للصراعات الدائرة في جمهورية يوغوسلافيا الاتحادية الاشتراكية.
وأيد المجلس أيضا توصية من الأمين العام في تقريره، وأذن بإرسال ضابط اتصال عسكري لتعزيز وقف إطلاق النار، وحث جميع الأطراف في الاتفاق في سراييفو على الوفاء بهذا الاتفاق. كما حثت الأطراف على ضمان سلامة جميع الأفراد من الأمم المتحدة والجماعة الأوروبية الذين يزورون المنطقة، وأعادت تأكيد الحظر المفروض على توريد الأسلحة إلى جميع جمهوريات يوغوسلافيا السابقة.

## وصلات خارجية
- نص القرار في undocs.org